# Nathaniel S. Berry
Nathaniel Springer Berry, född 1 september 1796 i Bath i Massachusetts, död 27 april 1894 i Bristol i New Hampshire, var en amerikansk politiker. Han var republikan som New Hampshires guvernör 1861–1863, men hade tidigare varit demokrat.
Berry efterträdde 1861 Ichabod Goodwin som guvernör och efterträddes 1863 av Joseph A. Gilmore.